# Buxeuil (Vienne)
Pour les articles homonymes, voir Buxeuil.
Buxeuil est une commune du Centre-Ouest de la France, située dans le département de la Vienne en région Nouvelle-Aquitaine.
La commune appartient à la banlieue Sud de Descartes, ville à laquelle elle est reliée par un pont sur la Creuse. Elle est donc limitrophe du département d'Indre-et-Loire et de la région Centre-Val de Loire. Cette particularité fait qu'elle est desservie par le bureau postal de Descartes, dont elle partage le même code postal.
Ses habitants sont appelés les Buxeuillois.

## Géographie

### Géologie et relief
La région de Buxeuil présente un paysage de plaines vallonnées plus ou moins boisées et de vallées. Le terroir se compose :
- pour 34 % de calcaire dans les vallées et les terrasses alluviales,
- pour 22 % de champagnes (ce sont des sols gris clair, argilo-limoneux, sur craie et donc calcaires) sur les collines, seuil du Poitou.

### Communes limitrophes
|           |                       | Descartes (Indre-et-Loire) |
| Les Ormes | Buxeuil               |                            |
|           | Saint-Rémy-sur-Creuse | Abilly (Indre-et-Loire)    |

### Hydrographie
Le territoire communal est arrosé par la rivière Creuse qui traverse le territoire communal sur une longueur de 5 km.

### Climat
Pour des articles plus généraux, voir Climat de la Nouvelle-Aquitaine et Climat de la Vienne.
Historiquement, la commune est exposée à un climat océanique du nord-ouest.  
En 2020, Météo-France publie une typologie des climats de la France métropolitaine dans laquelle la commune est exposée à un climat océanique altéré et est dans une zone de transition entre les régions climatiques « Moyenne vallée de la Loire » et « Poitou-Charentes »0.
Pour la période 1971-2000, la température annuelle moyenne est de 11,6 °C, avec une amplitude thermique annuelle de 14,5 °C. Le cumul annuel moyen de précipitations est de 691 mm, avec 10,7 jours de précipitations en janvier et 6,5 jours en juillet. Pour la période 1991-2020, la température moyenne annuelle observée sur la station météorologique la plus proche, située sur la commune de Lésigny à 15,66 km à vol d'oiseau, est de 12,1 °C et le cumul annuel moyen de précipitations est de 743,3 mm,. Pour l'avenir, les paramètres climatiques de la commune estimés pour 2050 selon différents scénarios d’émission de gaz à effet de serre sont consultables sur un site dédié publié par Météo-France en novembre 2022.

## Urbanisme

### Typologie
Au 1er janvier 2024, Buxeuil est catégorisée bourg rural, selon la nouvelle grille communale de densité à sept niveaux définie par l'Insee en 2022.
Elle appartient à l'unité urbaine de Descartes, une agglomération inter-régionale regroupant trois  communes, dont elle est une commune de la banlieue,,. Par ailleurs la commune fait partie de l'aire d'attraction de Châtellerault, dont elle est une commune de la couronne,. Cette aire, qui regroupe 44 communes, est catégorisée dans les aires de 50 000 à moins de 200 000 habitants,.

### Occupation des sols
L'occupation des sols de la commune, telle qu'elle ressort de la base de données européenne d’occupation biophysique des sols Corine Land Cover (CLC), est marquée par l'importance des territoires agricoles (61 % en 2018), en diminution par rapport à 1990 (63,7 %). La répartition détaillée en 2018 est la suivante : 
terres arables (37,9 %), forêts (29,8 %), zones agricoles hétérogènes (19 %), zones urbanisées (5,6 %), prairies (4,1 %), eaux continentales (3,6 %). L'évolution de l’occupation des sols de la commune et de ses infrastructures peut être observée sur les différentes représentations cartographiques du territoire : la carte de Cassini (XVIIIe siècle), la carte d'état-major (1820-1866) et les cartes ou photos aériennes de l'IGN pour la période actuelle (1950 à aujourd'hui).

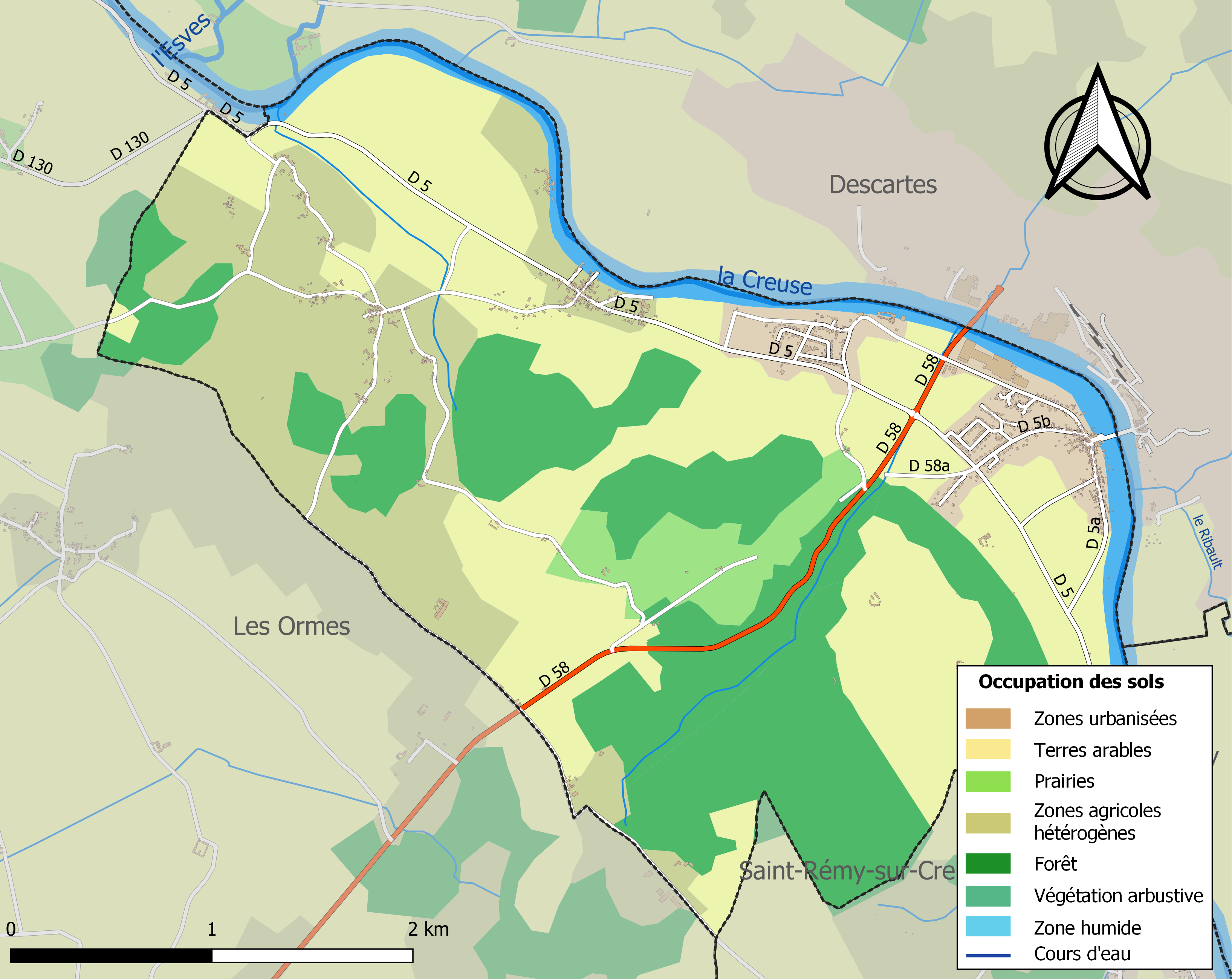
Carte des infrastructures et de l'occupation des sols de la commune en 2018 (CLC).

### Risques majeurs
Le territoire de la commune de Buxeuil est vulnérable à différents aléas naturels : météorologiques (tempête, orage, neige, grand froid, canicule ou sécheresse), inondations, mouvements de terrains et séisme (sismicité modérée). Il est également exposé à deux risques technologiques,  le transport de matières dangereuses et la rupture d'un barrage. Un site publié par le BRGM permet d'évaluer simplement et rapidement les risques d'un bien localisé soit par son adresse soit par le numéro de sa parcelle.

#### Risques naturels
Certaines parties du territoire communal sont susceptibles d’être affectées par le risque d’inondation par débordement de cours d'eau, notamment la Creuse. La commune a été reconnue en état de catastrophe naturelle au titre des dommages causés par les inondations et coulées de boue survenues en 1982, 1983, 1991, 1993, 1994, 1999, 2006 et 2010,.

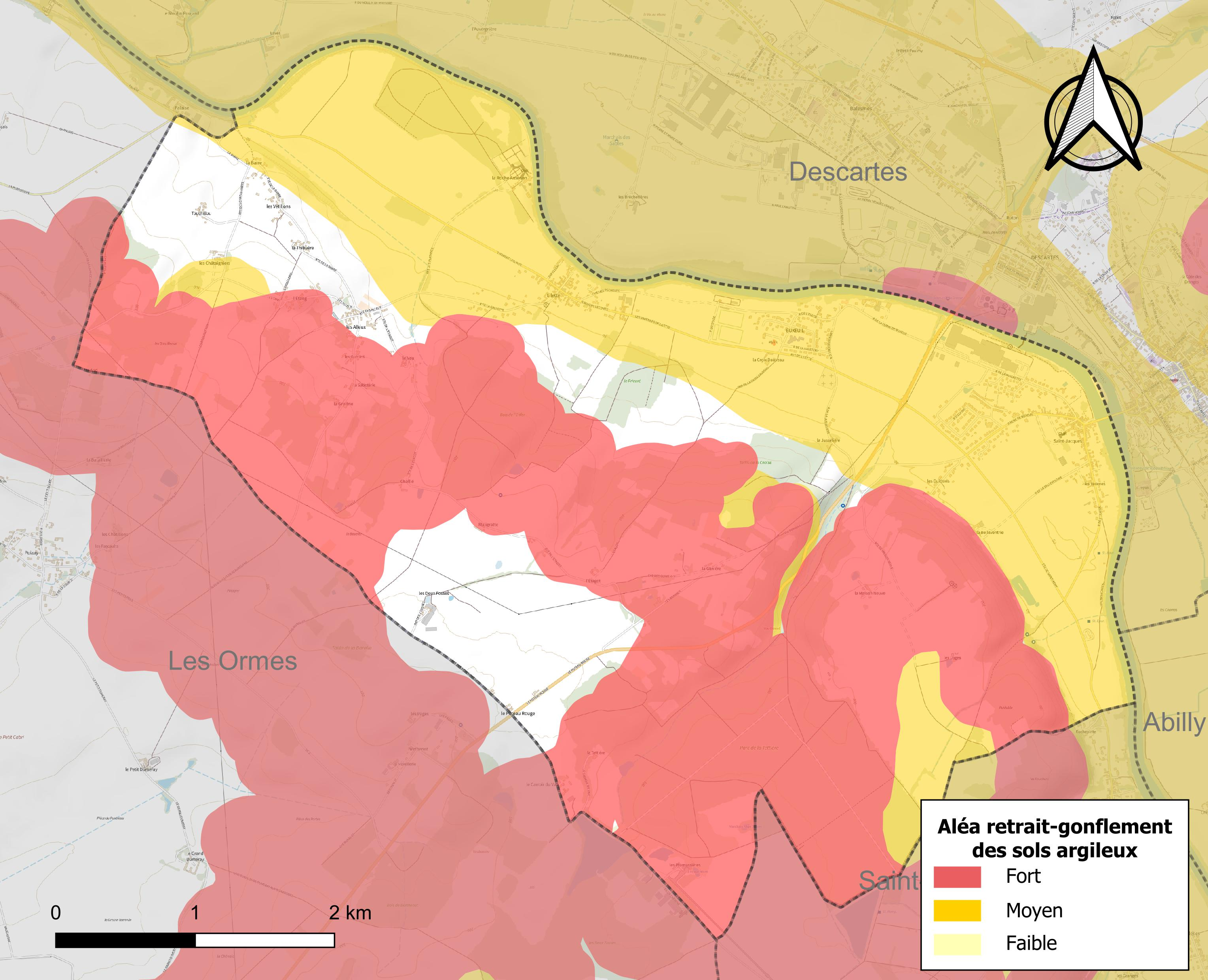
Carte des zones d'aléa retrait-gonflement des sols argileux de Buxeuil.

Les mouvements de terrains susceptibles de se produire sur la commune sont des affaissements et effondrements liés aux cavités souterraines (hors mines) et des tassements différentiels. Afin de mieux appréhender le risque d’affaissement de terrain, un inventaire national permet de localiser les éventuelles cavités souterraines sur la commune. Le retrait-gonflement des sols argileux est susceptible d'engendrer des dommages importants aux bâtiments en cas d’alternance de périodes de sécheresse et de pluie. 84,2 % de la superficie communale est en aléa moyen ou fort (79,5 % au niveau départemental et 48,5 % au niveau national). Depuis le 1er octobre 2020, en application de la loi ÉLAN, différentes contraintes s'imposent aux vendeurs, maîtres d'ouvrages ou constructeurs de biens situés dans une zone classée en aléa moyen ou fort,.
La commune a été reconnue en état de catastrophe naturelle au titre des dommages causés par la sécheresse en 2003 et 2005 et par des mouvements de terrain en 1999 et 2010.

#### Risque technologique
La commune est en outre située en aval du barrage d'Éguzon, un ouvrage de classe A situé dans le département de l’Indre et présentant une hauteur d’eau maximale de 56,7 m et une capacité totale de retenue de 57,8 millions de m3. Le PPI a été approuvé le 3 décembre 2008. À ce titre elle est susceptible d’être touchée par l’onde de submersion consécutive à la rupture de cet ouvrage.

## Toponymie
Le nom du village provient du latin buxus qui signifie buis  et du radical celte ialo qui signifie clairière, lieu défriché puis, par extension, village.
Le climat est océanique avec des étés tempérés.

## Histoire
Comme une partie de la France, Buxeuil accueille favorablement la Révolution française. Elle plante ainsi son arbre de la liberté, symbole de la Révolution. Il devient le lieu de ralliement de toutes les fêtes et des principaux événements révolutionnaires, comme la célébration de la prise de Toulon, mais il finit abattu nuitamment, après la fin de la Terreur. Trois autres sont plantés après la Révolution française de 1848, en avril : à Saint-Jacques, à Lilette et devant l’église du bourg. Enfin, un autre arbre de la liberté est planté en 1920 sur la place Saint-Jacques. Victime d’un bombardement en 1940, il est remplacé par un acacia en 1948, pour le centenaire de la Révolution française de 1848.

## Politique et administration

### Liste des maires
| Période                                  | Période  | Identité          | Étiquette | Qualité |
| ---------------------------------------- | -------- | ----------------- | --------- | ------- |
| Les données manquantes sont à compléter. |          |                   |           |         |
| mars 2001                                | En cours | Dominique Boireau | DVD       |         |

### Instances judiciaires et administratives
La commune relève du tribunal d'instance de Poitiers, du tribunal de grande instance de Poitiers, de la cour d'appel  Poitiers, du tribunal pour enfants de Poitiers, du conseil de prud'hommes de Poitiers, du tribunal de commerce de Poitiers, du tribunal administratif de Poitiers et de la cour administrative d'appel  de  Bordeaux, du tribunal des pensions de Poitiers, du tribunal des affaires de la Sécurité sociale de la Vienne, de la cour d’assises de la Vienne.

## Démographie
L'évolution du nombre d'habitants est connue à travers les recensements de la population effectués dans la commune depuis 1793. Pour les communes de moins de 10 000 habitants, une enquête de recensement portant sur toute la population est réalisée tous les cinq ans, les populations de référence des années intermédiaires étant quant à elles estimées par interpolation ou extrapolation. Pour la commune, le premier recensement exhaustif entrant dans le cadre du nouveau dispositif a été réalisé en 2008.

En 2022, la commune comptait 901 habitants, en évolution de −5,46 % par rapport à 2016 (Vienne : +0,6 %, France hors Mayotte : +2,11 %).
| 1793 | 1800 | 1806 | 1821 | 1831 | 1836 | 1841 | 1846 | 1851 |
| ---- | ---- | ---- | ---- | ---- | ---- | ---- | ---- | ---- |
| 625  | 645  | 640  | 650  | 677  | 713  | 643  | 742  | 750  |

| 1856 | 1861 | 1866 | 1872 | 1876 | 1881 | 1886 | 1891 | 1896 |
| ---- | ---- | ---- | ---- | ---- | ---- | ---- | ---- | ---- |
| 750  | 745  | 754  | 748  | 764  | 728  | 726  | 682  | 679  |

| 1901 | 1906 | 1911 | 1921 | 1926 | 1931 | 1936 | 1946 | 1954 |
| ---- | ---- | ---- | ---- | ---- | ---- | ---- | ---- | ---- |
| 619  | 686  | 725  | 701  | 724  | 691  | 716  | 676  | 744  |

| 1962 | 1968 | 1975 | 1982 | 1990 | 1999 | 2006 | 2008 | 2013 |
| ---- | ---- | ---- | ---- | ---- | ---- | ---- | ---- | ---- |
| 744  | 677  | 765  | 847  | 896  | 900  | 925  | 935  | 963  |

| 2018 | 2022 | - | - | - | - | - | - | - |
| ---- | ---- | - | - | - | - | - | - | - |
| 925  | 901  | - | - | - | - | - | - | - |

En 2008, la densité de population de la commune était de 78 hab./km2, 61 hab./km2 pour le département de la Vienne, 68 hab./km2 pour la région Poitou-Charentes et 115 hab./km2 en France.

## Économie
Selon la direction régionale de l'Alimentation, de l'Agriculture et de la Forêt de Poitou-Charentes, il n'y a plus que 5 exploitations agricoles en 2010 contre 10 en 2000.
Les surfaces agricoles utilisées ont diminué et sont passées de 402 hectares en 2000 à 307 hectares en 2010. 63 % sont destinées à la culture des céréales.
Les élevages d'ovins et de volailles ont disparu en 2010 (respectivement 28 têtes et 142 têtes sur 3 et 5 fermes en 2000).

## Culture locale et patrimoine

### Lieux et monuments
- Église Saint-Pierre de Buxeuil, du diocèse de Poitiers, confiée au diocèse de Tours

#### Patrimoine civil
- Le château de la Roche-Amenon date du XVIIIe siècle. Il est situé en bordure de la Creuse. Il est inscrit comme monument historique  depuis 2004 pour ses douves, son pigeonnier, son portail, sa clôture, son logis, ses communs, sa ferme, sa cour et son jardin. Ancienne demeure féodale de la famille La Roche qui passa ensuite à Guy de Motléon dont la branche ainé s´installa à Touffou. Le Marquis d´Harambure alors Gouverneur de Poitiers l´acheta le 24.09.1779. Il fit démolir la demeure féodale pour construire en partie le château actuel. Son épouse revendra le château en 1809 au comte de Vaucelles qui terminera l´ensemble actuel.
- Le château de Falaise, qui ne sera rattaché à la commune des Ormes que le 8 mars 1836, dépendait de la paroisse de Buxeuil et de la Touraine selon l'atlas des Gabelles de 1665.

#### Patrimoine naturel
- Selon l'inventaire des arbres remarquables de Poitou-Charentes[35], il y a un arbre remarquable sur la commune qui est un marronnier d'Inde.

### Personnalités liées à la commune
- René Boylesve (mort en 1929), qui a décrit le village dans son roman : L'enfant à la balustrade.
- Jean-Baptiste Chevrier dit René de Buxeuil, compositeur et chansonnier né au lieu-dit "Plancoulaine".
- Renée Moreau, née en 1919 à Buxeuil, résistante française.